# George M. Beard

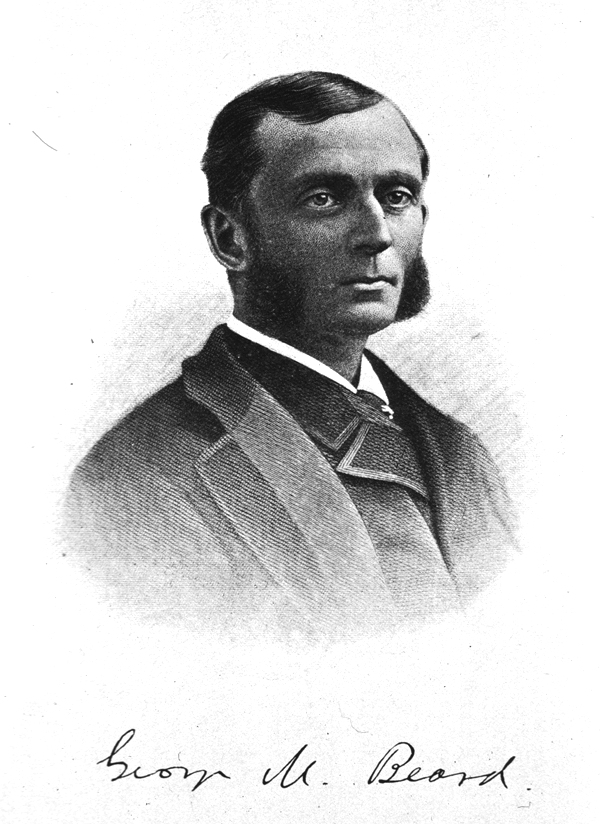
George M. Beard, um 1870

George Miller Beard (* 8. Mai 1839 in Montville (Connecticut); † 23. Januar 1883 in New York) war ein US-amerikanischer Neurologe, der 1869 den Ausdruck „Neurasthenie“ als wissenschaftlichen Begriff bzw. Krankheitsbild einführte.

## Leben und Werk
George M. Beard wuchs in einem Pfarrhaus auf; sein Vater Reverend Spencer F. Beard stand als evangelischer Pfarrer einer kongregationalistischen Gemeinde vor, seine Mutter war Lucy A. Beard, geb. Leonard.  Ab 1866 war George M. Beard mit Elizabeth Ann Alden aus Westville, Connecticut verheiratet.
George M. Beard studierte am Yale College Medizin und war bereits während des amerikanischen Sezessionskriegs als Mediziner eingesetzt, bevor er 1866 ins New Yorker College of Physicians and Surgeons eintrat und seine Zulassung als Arzt erhielt. Von einem älteren Kollegen übernahm er die Anwendung der Elektrotherapie und begann mit ihr in New York zu experimentieren. Er stellte ihre Wirksamkeit für eine Reihe nervöser Schwächezustände fest wie Müdigkeit, Angst, Kopfschmerzen, Impotenz, Neuralgien und Depression, und fasste diese in einem Aufsatz von 1869 erstmals als Neurasthenie zusammen.
Dank mehrerer Buchveröffentlichungen in den folgenden Jahren (A Practical Treatise on the Medical and Surgical Use of Electricity, 1871; A Practical Treatise on Nervous Exhaustion (Neurasthenia) mit dem Folgeband American Nervousness, With its Causes and Consequences, beide 1880, die beiden erstgenannten Werke verfasste er mit seinem Arztkollegen Alphonse D. Rockwell) erfreute sich der Begriff rasch weiter Verbreitung. Mehrere seiner Bücher wurden ins Deutsche übersetzt. Während des Ersten Weltkrieges litten vor allem deutsche Soldaten daran, dass die „American Nervousness“ auch in Deutschland bekannt geworden war. Sie wurden nun als „Kriegszitterer“ stigmatisiert (Erving Goffman).
Die von Beard empfohlene Elektrotherapie wurde von den führenden Neurologen und Psychiatern der Zeit (z. B. Charcot, Janet, Freud) nicht besonders ernst genommen, bzw. ihre Wirksamkeit bald auf die Suggestion des Arztes zurückgeführt. Dagegen entsprach seine These, dass die Neurasthenie sich den besonderen Belastungen des modernen, großstädtischen Lebens verdanke, offenbar einem kulturellen Bedürfnis der Zeit. Die europäischen Autoren wandten sich lediglich dagegen, dass es sich um eine speziell „amerikanische“ Krankheit handle, wie Beard 1880 behauptet hatte. In zwei Texten von 1895 und 1896 hob Freud seinen eigenen Ansatz von dem Beards ab.
Beard entfaltete außerdem eine vielfältige publizistische und Vortragstätigkeit zu den unterschiedlichsten medizinischen Themen. Er wandte sich gegen die Todesstrafe für geistig kranke Straftäter – während sein Kollege Alphonse David Rockwell als einer der Erfinder des elektrischen Stuhls gilt.
Er gilt als Erstbeschreiber des Jumping-Frenchman-Syndroms.

## Veröffentlichungen (Auswahl)
- Electricity as a Tonic. 1866.
- Our Home Physician. 1869.
- Neurasthenia, or Nervous Exhaustion. In the Boston Medical and Surgical Journal. Band 80, Nr. 3, 1869, S. 217–221.
- Eating and Drinking. 1871.
- Stimulants and Narcotics. 1871.
- (mit Alphonse David Rockwell): A Practical Treatise on the Medical and Surgical Use of Electricity, Including Localized and General Electrization. 1871.
- (mit A. D. Rockwell): Clinical Researches in Electro-Surgery. 1873.
- Legal Responsibility in Old Age. 1874.
- Hay-fever or Summercatarrh. 1876.
- The Scientific Basis of Delusions. 1877.
- The Nature and Diagnosis of Neurasthenia. In: New York Medical Journal. Band 29, 1879.
- Problems of Insanity. 1880.
- mit A. D. Rockwell: A Practical Treatise on Nervous Exhaustion (Neurasthenia), Its Symptoms, Nature, Sequences, Treatment. New York 1880. Deutsche Übersetzung: Die Nervenschwäche (Neurasthenia), ihre Symptome, Natur, Folgezustände und Behandlung: mit einem Anhang. 2., vermehrte deutsche Auflage. Vogel, Leipzig 1883 (Digitalisat)
- American Nervousness, With Its Causes and Consequences. (Nervous Exhaustion, Neurasthenia). 1880. Deutsche Übersetzung: Leipzig 1881, 1883.
- Sea Sickness: Its Symptoms, Nature and Treatment. 1881.
- The Case of Guiteau: A Psychological Study. 1882.
- Sexual Neurasthenia. 1884. Deutsche Übersetzung: Die sexuelle Neurasthenie, ihre Hygiene, Aetiologie, Symptome und Behandlung. Mit einem Capitel über die Diät für Nervenkranke. Wien 1885.

## Nachweise
1. ↑  Wolfgang U. Eckart: Medizin und Krieg: Deutschland 1914–1924, Ferdinand Schöningh Paderborn 2014, S. 13; ISBN 978-3-506-75677-0.
2. ↑  Über die Berechtigung von der Neurasthenie einen bestimmten Symptomenkomplex als „Angstneurose“ abzutrennen (1895), G. W. 1, S. 315–342, bes. S. 315; L’Hérédité et L’Étiologie des Névroses (1896), G. W. 1, S. 405–422, bes. S. 413.
3. ↑  Rockwell plädierte für seine Verwendung als humane Todesstrafe. Vgl. für eine sympathisierende Darstellung John M. Miskell: Better Than Hanging.

| Personendaten    | Personendaten                             |
| ---------------- | ----------------------------------------- |
| NAME             | Beard, George M.                          |
| ALTERNATIVNAMEN  | Beard, George Miller (vollständiger Name) |
| KURZBESCHREIBUNG | US-amerikanischer Neurologe               |
| GEBURTSDATUM     | 8. Mai 1839                               |
| GEBURTSORT       | Montville (Connecticut)                   |
| STERBEDATUM      | 23. Januar 1883                           |
| STERBEORT        | New York City                             |